# 솔나방상과
솔나방상과(Lasiocampoidea)는 나비목에 속하는 대시류 나방 상과이다. 작은 나방부터 아주 큰 나방까지, 2개 과에 약 158개 속으로 이루어져 있다. 솔나방과는 전 세계적으로 분포하지만, 오스트레일리아솔나방과는 오스트레일리아와 뉴질랜드에서만 발견된다.
솔나방상과는 누에나방상과와 밀접한 관계에 있으며, 때로는 누에나방상과에 포함시키기도 한다.

## 하위 과
- 오스트레일리아솔나방과 (Anthelidae)
- 솔나방과 (Lasiocampidae)